# Nouans-les-Fontaines
Nouans-les-Fontaines település Franciaországban, Indre-et-Loire megyében. Lakosainak száma 669 fő (2022. január 1.). Nouans-les-Fontaines Châteauvieux, Écueillé, Luçay-le-Mâle, Loché-sur-Indrois, Orbigny, Villedômain, Villeloin-Coulangé és Villentrois-Faverolles-en-Berry községekkel határos.

## Népesség
A település népességének változása:
| Lakosok száma | 1015 | 879  | 828  | 790  | 792  | 770  | 750  | 737  | 714  | 669  |
|               | 1968 | 1982 | 1990 | 2006 | 2013 | 2015 | 2017 | 2019 | 2020 | 2022 |